# Villalba del Alcor
Villalba del Alcor község Spanyolországban, Huelva tartományban. Villalba del Alcor Almonte, Bollullos Par del Condado, La Palma del Condado, Paterna del Campo, Manzanilla, Hinojos és Chucena községekkel határos. Lakosainak száma 3302 fő (2024).

## Népesség
A település népessége az utóbbi években az alábbiak szerint változott:
| Lakosok száma | 3530 | 3439 | 3445 | 3510 | 3433 | 3352 | 3308 | 3338 | 3334 | 3302 |
|               | 2001 | 2004 | 2006 | 2009 | 2011 | 2014 | 2016 | 2019 | 2021 | 2024 |